# Salcha River
Der Salcha River ist ein rund 250 Kilometer langer rechter Nebenfluss des Tanana River im Zentrum des US-Bundesstaats Alaska.

## Verlauf
Der Salcha River entspringt in den Tanana Hills südlich der Steese National Conservation Area auf einer Höhe von etwa 1200 m. Von dort fließt er in überwiegend westsüdwestlicher Richtung durch das Alaska Interior und mündet 50 Kilometer südöstlich von Fairbanks nahe Salcha in den Tanana River. Der Richardson Highway (Alaska Route 2) überquert den Fluss 4 km oberhalb dessen Mündung in einen rechten Seitenarm des Tanana River. Oberhalb der Straßenbrücke befindet sich am linken Flussufer die ganzjährig geöffnete Salcha River State Recreation Site (⊙) mit Zeltplätzen, einer Bootsrampe sowie einer Übernachtungshütte (public use cabin). 25 km oberhalb der Flussmündung kreuzt die Trans-Alaska-Pipeline (⊙) den Unterlauf des Salcha River.

## Einzugsgebiet
Der Salcha River entwässert ein Areal von etwa 5700 km². Das Einzugsgebiet grenzt im Norden an die Einzugsgebiete von Little Salcha River, Chena River und Birch Creek, im Osten an das des Charley River sowie im Süden an die Einzugsgebiete von Goodpaster River und Shaw Creek. 

## Hydrologie
Der mittlere Abfluss des Salcha River in Mündungsnähe beträgt 45 m³/s. In den Monaten Mai bis September führt der Salcha River die größten Abflüsse.

## Angelsport
Der Salcha River stellt ein beliebtes Angelrevier dar. Im Unterlauf wird hauptsächlich Königslachs gefangen, im Oberlauf dagegen die Arktische Äsche.

## Nebenflüsse
Der North Fork Salcha River ist ein 66 km langer rechter Nebenfluss des Salcha River. Er entspringt auf einer Höhe von etwa 1300 m und fließt in überwiegend südwestlicher Richtung, bis er auf einer Höhe von 359 m auf den Salcha River trifft, 124 km oberhalb dessen Mündung.
Der South Fork Salcha River ist ein 38 km langer linker Nebenfluss des Salcha River. Das Quellgebiet liegt auf einer Höhe von etwa 760 m. Der South Fork Salcha River fließt überwiegend nach Norden und mündet auf einer Höhe von 347 m in den Salcha River, 5,7 km unterhalb der Mündung des North Fork Salcha River.